# José Maria Teixeira
José Maria Teixeira (Rio de Janeiro, 30 de setembro de 1854 – 28 de maio de 1895) foi um médico brasileiro.
Doutorado em medicina pela Faculdade de Medicina do Rio de Janeiro em 1876, defendendo a tese “Mortalidade na Cidade do Rio de Janeiro”. Foi eleito membro da Academia Nacional de Medicina em 1878, com o número acadêmico 121, na presidência de José Pereira Rego.